# Копельман Михайло Самуїлович
Михайло Самуїлович Копельман (англ. Mikhail Kopelman; нар.. 1947, Ужгород, Українська РСР) — видатний скрипаль та музичний педагог. Народний артист Російської Федерації (1993). Лауреат Державної премії СРСР.

## Життєпис
Михайло Копельман народився 1947 року в Ужгороді на Закарпатті.
Навчався в Ужгородській дитячій музичній школі № 1 імені П. І. Чайковського в класі Якова Фломена та в Ужгородській загальноосвітній школі # 4.
Закінчив Московську консерваторію, де навчався у Юрія Янкелевича і Майї Глезарової. У 1973 році він посів друге місце на Міжнародному Конкурсі імені Жака Тібо.
У 1975–1996 роках був першою скрипкою Квартету імені Бородіна, одночасно працюючи, спочатку, концертмейстером оркестру Московської філармонії, а в 1979–1981 роках — концертмейстером новоствореного оркестру «Віртуози Москви». У 1980–1990 рр. викладав в Московській консерваторії.
З 1993 року Михайло Копельман живе в США. Працював професором камерного ансамблю в Єльському університеті, згодом отримав посаду професора скрипки (довічно) в Істменовській школі музики - одному з найкращих музичних закладів світу.Грав першу скрипку в Токійському квартеті Він очолює квартет власного імені The Kopelman Quartet («Копельман-квартет»), що вважається одним із найкращих камерних ансамблів світу.
Михайло Копельман концертував на найпрестижніших сценах: віденському «Musikverein», амстердамському «Concertgebouw», лондонському «Wigmore Hall».

## Нагороди
- премія Королівського філармонійного товариства;
- Почесна срібна медаль «Concertgebouw».